# Eupilaria thysanotos
Eupilaria thysanotos är en tvåvingeart som beskrevs av Alexander 1958. Eupilaria thysanotos ingår i släktet Eupilaria och familjen småharkrankar.
Artens utbredningsområde är Sri Lanka. Inga underarter finns listade i Catalogue of Life.